# Naujait
Naujait ist ein sehr seltenes, alkalisches, magmatisches Gestein, das zu den Nephelinsyeniten gerechnet wird.

## Etymologie

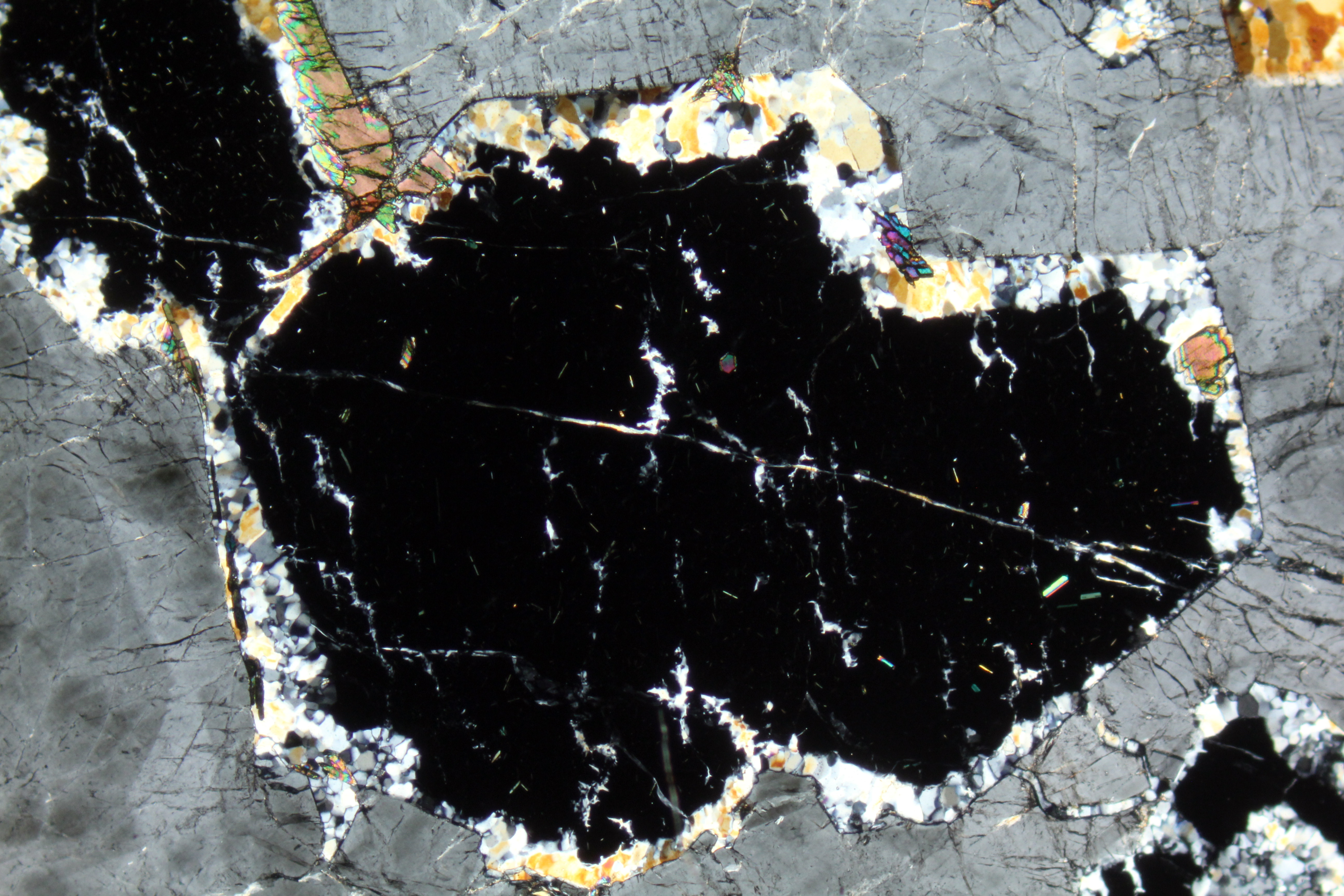
Naujait mit idiomorphem Sodalith (isotrop) in Eudialyt-Wirtskristallen (grau). Der Sodalith ist von Cancrinit (hohe Interferenzfarben) umhüllt. Ilímaussaq, Grönland. Dünnschliff, Gekreuzte Polare. Bildbreite: 2 mm.

Der Gesteinsname Naujait, Englisch naujaite, leitet sich von Naajakasik (nach alter Rechtschreibung Naujakasik) ab, einem unter Geologen genutzten Namen des Kaps Inussuerunneq rund acht Kilometer östlich von Narsaq an der Südküste des südgrönländischen Fjords Tunulliarfik. Der grönländische Ortsname ist eine Zusammensetzung aus naaja „Möwe“ und dem pejorativen Derivationsmorphem KASIK „schlecht, jämmerlich“.

## Erstbeschreibung
Das Gestein war zum ersten Mal im Jahr 1912 von Niels Viggo Ussing (1864–1911) (posthum) beschrieben worden. Weitere spätere petrographische Bearbeiter waren Walter Ehrenreich Tröger, Albert Johannsen und Sergei Ivanovich Tomkeieff.

## Typlokalität
Die Typlokalität des Naujaits ist der Ilimmaasaq-Komplex – eine alkalische Lagenintrusion – bei Narsaq. Das namensgebende Kap befindet sich an der Südküste des Fjords Tunulliarfik im Zentralteil der Intrusion etwa acht Kilometer östlich von Narsaq.

## Definition
Naujait ist eine örtliche, stark agpaitische Varietät eines Sodalith-führenden Nephelinsyenits (auch als Nephelin-Sodalith-Syenit bezeichnet). Das Gestein zeichnet sich durch poikilitisches Gefüge aus, bei dem kleine Sodalithkristalle in großen Körnern von Alkalifeldspat, Aegirin, Arfvedsonit und Eudialyt eingeschlossen werden. Der Sodalithgehalt kann 50 Volumenprozent übersteigen.
Im QAPF-Diagramm plottet der Naujait im Feld 11 des Foidsyenits (mit 10 bis 60 % Foiden und 0 bis 10 % Plagioklas im Modus). Übersteigt der Sodalithgehalt 50 % im Modus, so wechselt das Gestein in das Feld 15 eines Foidolits (Sodalitholits).

## Geographie
Der Naujait tritt sowohl in der Nord- als auch in der Südhälfte der durch den Fjord Tunulliarfik zweigeteilten Ilimmaasaq-Intrusion auf. In der Nordhälfte nimmt er einen etwa 6,3 × 6,3 Kilometer großen Rhombus ein, der im Norden fast den Berg Ilimmaasaq (1390 Meter) berührt und im Süden an den Fjord heranreicht. Mehr oder weniger zentral wird er vom 4,6 × 3,1 Kilometer messenden Dach der Magmenkammer abgedeckt. Eine kleine Dachschale mit 700 Meter im Durchmesser liegt ferner im Südwesten auf. Im Norden und Nordosten stößt der Naujait an die Eriksfjord-Formation des Gardar-Rifts, von der er überlagert wird. Der Naujait umgürtet den See Taseq. Kleinere Vorkommen zeigt er unterhalb vom Kuannersuit (685 Meter) im Tal des Narsaq Elvs sowie am Nordrand des Kuannersuits. Mehrere kleine Schollen befinden sich bei Ilunnguaq und Tuttup Attakoorfia entlang des Südufers zum Fjord sowie im Nordosten des Kannersuits. Auch die Südwestspitze von Nunasarnaq besitzt 4 kleine Schollen von Naujait.
In der Südhälfte sind die Vorkommen weniger zusammenhängend und werden außerdem im Nordostabschnitt vom Dach (beginnend mit Sodalithfoyait) überdeckt. Die beiden größten Aufschlussgebiete befinden sich südlich von Tupersuatsiaat und um den Lilleelv. Südlich von Naajakasik liegt ebenfalls noch ein beträchtliches Vorkommen. Ansonst erscheinen noch mehrere kleinere isolierte Aufschlussgebiete, unter anderem auf den Kakortokiten bei Kringlerne und den Randpegmatit berührend südlich von Appat am Südostrand der Intrusion.

## Petrographie

### Einführung
Charakteristisch für den Naujait ist sein poikilitisches Gefüge, in dem die Minerale der Grundmasse eine pegmatitische Größenordnung aufweisen und 2 bis 3 Millimeter große Sodalithkristalle (Varietät Hackmannit) umschließen. Im gesamten Naujait ist rhythmische Lagerung erkennbar, die in abwechselnden Zusammensetzungen und Gefügen zum Ausdruck kommt. Sämtliche Hauptminerale des Naujaits zeigen in ihrem Volumenanteil Abwechslungen, insbesondere Sodalith manifestiert starke Abweichungen. Der durchschnittliche Sodalithgehalt beträgt rund 40 Volumenprozent, er kann aber in wohldefinierten Lagen bis auf 70, ja 80 Volumenprozent anwachsen. Ein weiteres Merkmal des Naujaits sind konkordant liegende, agpaitische Pegmatite.

### Erscheinungsform

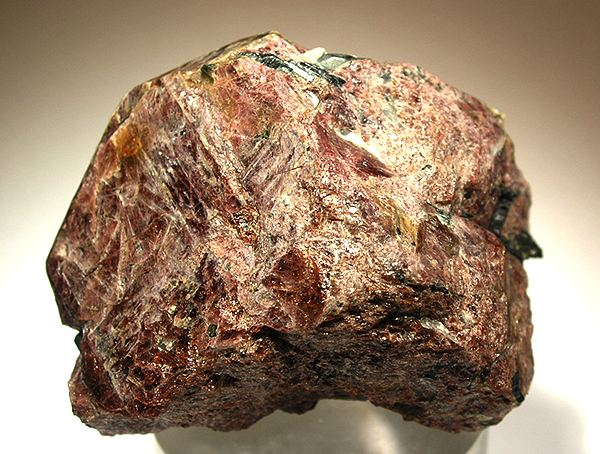
Eudialyt von Naajakasik am Fjord Tunulliarfik

Der distinkt agpaitische (mit (Na+K)/Al ≥ 1,2), an Kieselsäure untersättigte Naujait ist ein Kumulatsgestein (ein Dachkumulat), das sich in mehreren Erscheinungsformen manifestiert. Gewöhnlich tritt er mittel- bis grobkörnig und pegmatitisch auf, er erscheint aber auch poikilitisch, massiv oder gar makrolagig. Als Pegmatite können Aegirin-Eudialyt-Syenite im Naujait vorkommen. Die Makrolagen im Dezimeterbereich werden durch Pegmatithorizonte definiert, welche sehr wahrscheinlich durch unter dem Dach sich ansammelnde Volatile gebildet wurden.
An der Typlokalität wird der bis zu 700 bzw. 750 Meter mächtige Naujait (mit einem geschätzten Volumen von 60 Kubikkilometer) von der Dachserie der Magmenkammer abgedeckt – in diesem Fall von einem Sodalithfoyait. Die grobkörnige Dachserie – sie wurde in der Schmelzphase 3 gebildet – baut sich aus Pulaskit, Foyait, Sodalithfoyait und Naujait auf. Die unterlagernden Lujavrite der Schmelzphase 4 entsenden in ihrem Hangenden Fortsätze und hydrothermale Gänge in die Dachzone der Magmenkammer. Hierbei wird der auflagernde Naujait stellenweise brekziiert und deutlich vom Lujavrit umgewandelt.
Stellenweise wird der Naujait vom Augitsyenit der Intrusionsrandzone durch einen Randpegmatit abgetrennt.

### Autolithen
Auf Grund der Brekziierung erscheinen unterhalb der eigentlichen Naujait-Lage größere und auch kleinere Blöcke von Naujait als Autolithen in Lujavriten. Sie treten in allen 5 Lujavritlagen auf, recht zahlreiche und große Naujaitautolithen beschränken sich jedoch vorwiegend auf die Hangendlage des Lujavrits – dem Arfvedsonit-Lujavrit B. Aber selbst in allen 3 Kakortokitlagen unterhalb der Lujavrite sind Naujaitautolithen zugegen. Ein recht großer Autolith findet sich beispielsweise selbst noch im Unteren lagigen Kakortokit.

### Magmatische Entwicklung
Mit der Entwicklung der agpaitischen Nephelinsyenitmagmen, die von der Dachregion nach unten kristallisierten (beginnend mit nicht-agpaitischen Pulaskit über Foyait, agpaitischen Sodalithfoyait und endend in einem eindeutig agpaitischen Naujait), war gleichzeitig eine gravitativ bedingte Ausfällung am Boden der Magmenkammer einhergegangen. Zuerst hatte sich unter dem Dach der Sodalithfoyait durch das Auftreiben von Sodalith gebildet. Für den Erstbeschreiber Ussing (1912) war jedoch der Sodalithfoyait das Produkt eines fluidreichen Magmas, das sich oberhalb des abkühlenden und kontrahiernden Naujaits angesammelt hatte. Aber im Sodalith-reichen Naujait darunter war das Auftreiben von Sodalith ebenfalls vorherrschend, so dass sich auch in ihm ein spektakuläres poikilitisches Gefüge bilden konnte. Zyklisches Ausfällen der schwereren agpaitischen Minerale ließ die rhythmisch gelagerten Kakortokite  am Boden der Kammer entstehen. Es ist denkbar, dass dieser Prozess bereits während der Verfestigung des Sodalithfoyaits begann und auch noch während der Kristallisation des Naujaits weiterging. Die Lujavrite dürften das volatil angereicherte Restmagma darstellen, das während des Endstadiums der Ilimmaasaq-Intrusion mittels Rutschungen und Verwerfungen injiziert werden konnte und als Residual zwischen dem Naujait und den Kakortokiten gefangen war.

## Mineralogie

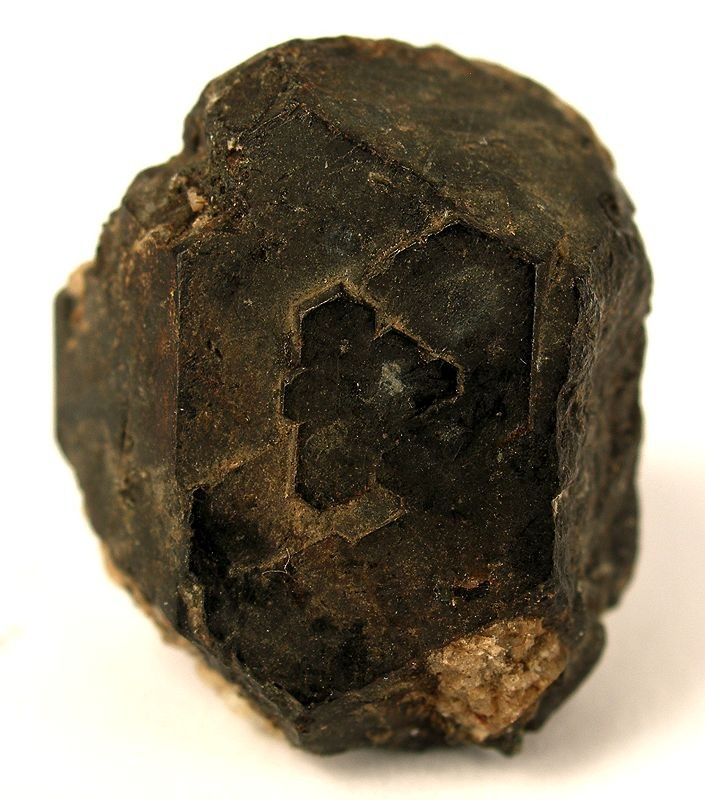
Hyperagpaitisches Steenstrupin-Kristall vom Ilimmaasaq-Komplex

Hauptminerale sind das graue, bis zu 5, gelegentlich auch bis zu 10 Millimeter große, meist isomorphe, hexagonal-prismatisch bis dodekaedrisch kristallisierende Foid Sodalith, sowie später kristallisierende Oikokristen von Alkalifeldspat (weißer Mikroklin), als Foid Nephelin (Spätphase), als Klinopyroxen Hedenbergit bis Aegirin, als Amphibol schwarzer Katophorit-Arfvedsonit und als HFSE-Mineral (engl. high field strength element) roter bis rosafarbener Eudialyt.
Die Sodalithe können 75 bis 80 Volumenprozent im Gestein erreichen und waren als Frühphase wegen ihrer geringeren Dichte in das Dach der Magmenkammer aufgetrieben – gefolgt von einer Kompaktion und Kristallisation der Interkumulusschmelze. Ihre hexagonalen Formen waren bisher als Nephelin-Pseudomorphosen angesehen worden, sie können aber auch Paramorphosen von Hochdruckformen des Sodaliths darstellen. Eudialyt kann großflächig Alkalifeldspat poikilitisch umschließen, in kleinerem Maßstab auch Sodalith – wobei neu entstandener Cancrinit den Sodalith an dessen Rand umgürtet.
Sekundärminerale sind Aegirin-Augit, Aenigmatit, Apatit, Biotit, Kataphorit, Olivin (Fayalit) und Titanomagnetit. Recht bedeutend sind vor allem Fluorit/Villiaumit und Sulfidminerale wie Djerfisherit, Galenit (Bleiglanz), Pyrrhotin und Sphalerit (Zinkblende), weiterhin die gängigen Akzessorien der Astrophyllit-Gruppe und Rinkit, ferner Neptunit, Polylithionit und andere. Früh kristallisierender primärer Fluorit erscheint als hypidiomorphe bis idiomorphe, 1 Millimeter große Körner unter der Feldspat-Matrix des Naujaits.
Zwischen den idiomorphen, grünen Sodalithkristallen finden sich interstitiell als Zwickelfüller schwarzer Arfvedsonit, roter Eudialyt sowie Alkalifeldspat und/oder Nephelin. Vereinzelte Feldspatkristalle können bis zu 25 Zentimeter an Größe erreichen, Aegirin und Arfvedsonit sogar bis 30 Zentimeter. Der Gehalt an Eudialyt ist sehr variabel und das Mineral kann vollkommen fehlen. Seltenere Akzessorien sind Hiortdahlit, Steenstrupin-(Ce) und Vuonnemit.
Pegmatitischer Naujait ist hyperagpaitisch und enthält in der Matrix neben den typischen Naujaitmineralen Aegirin, Albit, Arfvedsonit, Eudialyt, Mikroklin, Nephelin und Sodalith sekundär auch Katapleit und Zirkon, sowie untergeordnet Aenigmatit, Analcim, Epistolit, Lorenzit, Rinkit, Steenstrupin-(Ce) mit Nacareniobsit-(Ce) und Ussingit. Insbesondere Eudialyt und auch Steenstrupin treten pegmatitisch in großen Körnern auf.
Das Sekundärmineral Villiaumit bildet eindeutig hyperagpaitische Ansammlungen mit Ussingit und Analcim.

### Umwandlungen
Sodalith, Nephelin und Alkalifeldspat können eine Zeolithisierung erfahren und in sekundären Analcim und Natrolith umgewandelt werden. Primärer Arfvedsonit kann sich in einen Symplektit aus Biotit und Aegirin verwandeln.

## Geochemische Analysen

### Hauptelemente
Die folgenden geochemischen Analysen der Hauptelemente situieren den Naujait in seiner magmatischen Abfolge mit Arfvedsonit-Lujavrit im Liegenden und Sodalithfoyait im Hangenden:
| Oxid Gew. % | Sodalithfoyait | Naujait 1 | Naujait 2 | Naujait 3 | Naujait 4 | Naujait 5 | Arfvedsonit-Lujavrit |
| ----------- | -------------- | --------- | --------- | --------- | --------- | --------- | -------------------- |
| SiO2        | 48,24          | 43,39     | 45,43     | 46,85     | 48,25     | 49,46     | 52,25                |
| TiO2        | 0,33           | 0,20      | 0,36      | 0,30      | 0,32      | 0,16      | 0,23                 |
| Al2O3       | 18,99          | 23,13     | 22,48     | 22,30     | 19,30     | 23,53     | 12,23                |
| Fe2O3       | 4,16           | 3,62      | 3,41      | 3,07      | 4,07      | 3,04      | 6,06                 |
| FeO         | 3,08           | 3,24      | 2,69      | 2,21      | 3,08      | 1,02      | 8,72                 |
| MnO         | 0,20           | 0,01      | 0,12      | 0,13      | 0,21      | 0,17      | 0,64                 |
| MgO         | 0,12           | –         | 0,06      | 0,09      | 0,10      | 0,01      | 0,12                 |
| CaO         | 1,67           | 0,56      | 2,56      | 1,40      | 1,68      | 0,80      | 0,27                 |
| Na2O        | 14,87          | 19,68     | 16,20     | 15,76     | 14,37     | 14,71     | 9,25                 |
| K2O         | 3,47           | 1,51      | 3,52      | 3,58      | 3,41      | 4,34      | 3,23                 |
| P2O5        | 0,06           | –         | 0,03      | 0,03      | 0,06      | –         | 0,54                 |
| H2O−        | 0,22           | –         | 0,09      | –         | 0,17      | –         | 0,24                 |
| H2O+        | 1,24           | 1,57 tot  | 0,66      | 1,46 tot  | 1,25      | 1,38 tot  | 3,65                 |
| Al/K+Na     | 0,67           | 0,68      | 0,74      | 0,75      | 0,71      | 0,81      | 0,65                 |
| Al/K+Na+Ca  | 0,61           | 0,66      | 0,64      | 0,69      | 0,63      | 0,77      | 0,64                 |

Der Naujait ist peralkalisch (mit Al/K+Na < 1). Sein agpaitischer Index (A.I., d. h. Kehrwert von Al/K+Na) bzw. Peralkalinitätsindex variiert zwischen 1,23 und 1,47 und ist somit höher als 1,2. Der SiO2-Gehalt schwankt zwischen 43,39 und 49,46 Gewichtsprozent und indiziert somit ein ultramafisches und mafisches, natriumbetontes Gestein. Der Naujait erreicht immerhin mit 19,68 Gewichtsprozent einen sehr hohen Na2O-Wert. Unterstrichen wird dies durch ein recht hohes Verhältnis von Na/K, das bis zu 19,83 betragen kann und somit auf eine bedeutende Differenzierung des Naujaits hinweist. Dieses sehr hohe Verhältnis ist auf die Sodalithanreicherung im Naujait zurückzuführen.
Im Modus wird der Naujait eindeutig von Sodalith mit bis zu 40,2 bzw. 54 Volumenprozent beherrscht, gefolgt von Alkalifeldspat (Perthit) mit bis zu 25,7 bzw. 36,3 Volumenprozent. Nephelin beanschlagt bis zu 9,9 bzw. 18 Volumenprozent, Pyroxene nehmen bis zu 6,6 bzw. 12 Volumenenprozent und Amphibole bis zu 5,6 bzw. 15,5 Volumenprozent ein. Eudialyt beansprucht 4 bis 12,6 Volumenprozent, Analcim 3,6 bis 14, Aenigmatit 1,7 bis 6,2, Natrolith 1,7 bis 8,4 und Fluorit 0,1 bis 0,2 Volumenprozent.
Insgesamt ähnelt der Naujait dem Sodalithfoyait in seiner Zusammensetzung, hebt sich aber recht deutlich vom unterlagernden Arfvedsonit-Lujavrit ab.

### Spurenelemente
Bei den Spurenelementen weisen Zirconium (2660 bis 8150 ppm), LREE, Hafnium, Yttrium und Zink erhöhte Konzentrationen auf. Recht hohe Konzentrationen finden sich auch in Lanthan (210  bis 243 ppm), Rubidium (189 bis 216 ppm), Lithium (130 bis 176 ppm), Niob (121 bis 175 ppm) und Gallium (94 bis 113 ppm).
Der Naujait besitzt eine leicht negative Cer-Anomalie und  eine negative Europium-Anomalie sowie eine positive Yttrium-Anomalie. Die LREE sind gewöhnlich angereichert. Die negative Europium-Anomalie ist auf eine frühe Plagioklas-Fraktionierung zurückzuführen, die sich durch weit verbreiterte Anorthositvorkommen im Gardar-Rift zu erkennen gibt. Die negative Cer-Anomalie deutet auf stärkere Oxidierung, tiefere Temperaturen oder wechselnde pH-Werte während der Abtrennung der Fluidphase hin. Die stärkere Oxidierung gilt allgemein für die Ilimmaasaq-Intrusion und manifestiert sich in gängigem Hämatit und Aegirin. Für die positive Yttrium-Anomalie bieten sich zwei Möglichkeiten an: entweder ein erhöhter Distributionskoeffizient Kd für Yttrium oder eine bereits an Yttrium angereicherte Mantel-Magmenquelle.

### Metasomatose

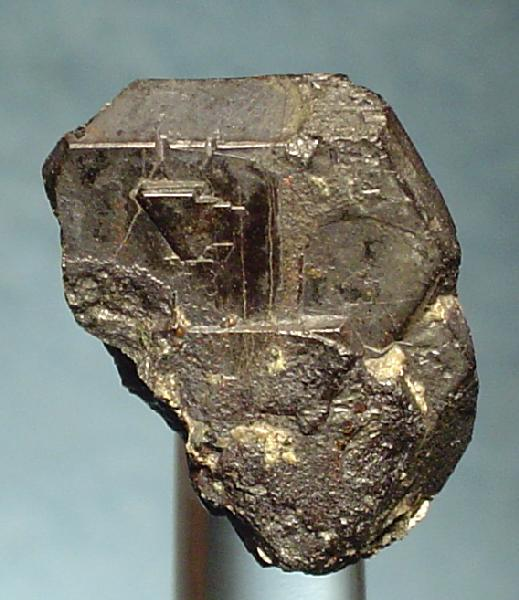
Hyperagpaitischer Steenstrupin vom Fjord Kangerluarsuk

Geochemische Daten für den gesamten Ilimmaasaq-Komplex und auch anderer Intrusiva im Gardar-Rift belegen eine Anreicherung an LREE der Magmenquellen. Somit darf angenommen werden, dass der unterlagernde Mantel seinerseits bereits an LREE angereichert war. So schlugen Upton und Emeleus (1987) vor, dass der Mantel unterhalb des Gardar-Rifts eine Metasomatose erfahren hatte und folglich hohe Konzentrationen an LREE, LILE und Fluor aufwies. Die Metasomatose ereignete sich womöglich während der Subduktionsvorgänge im Verlauf der Ketiliden-Orogenese. Dafür spricht, dass Inselbogenmagmen gewöhnlich einen metasomatischen Austausch erfahren, bei dem LREE und andere Spurenelemente mobilisiert werden – was auch experimentell nachgewiesen werden konnte.

### Volatile
Bedingt durch den hohen Sodalithgehalt besitzt Naujait eine hohe Konzentration an Halogenen – insbesondere von Chlor mit 2,34 bis 2,89 Gewichtsprozent (bis maximal 4,6 Gewichtsprozent) und Fluor mit 0,16 bis 0,29 Gewichtsprozent (2.400 ppm im Durchschnitt). Das Chlor/Fluor-Gewichtsverhältnis beträgt 10,7. Dieser sehr hohe Wert findet sich auch im Eudialyt. Bailey und Kollegen (2001) geben Chlor-Werte von 2,0 bis 3,5 Gewichtsprozent an bzw. einen Durchschnittswert von 25.730 ppm, mit einem Maximum bis zu 4,6 Gewichtsprozent. Die Autoren bemerken ferner eine kryptische Lagerung im Naujait, die mit dem Brom-Gehalt korreliert. Der durchschnittliche Bromgehalt beträgt 53,2 ppm im Naujait und das Chlor/Brom-Verhältnis liegt bei 480. 
Kohlensäure (CO2) ist mit 0,16 Gewichtsprozent vertreten.

## Alter
Der Naujait besitzt wie der restliche Ilimmaasaq-Komplex ein mesoproterozoisches Alter von 1.160 ± 2 Millionen Jahre (Stenium).

## Lagerstättenpotential
Die Eudialyt-reichen Partien von Naujaiten, Kakortokiten und Lujavriten bilden eine enorme Ressource an Zirconium, Niob, Seltenen Erden (und insbesondere HREE).